# DJ甜心
《DJ甜心》（英語：Radio Rebel，又名电台甜心、叛逆主播）是2012年迪士尼頻道原創真人版電影，根據小說《Shrinking Violet》改编，由Debby Ryan主演。在美國於2012年2月17日首播，在台灣於台灣時間（GMT+8）2012年7月25日21:00首播。

## 故事背景
塔拉在林肯灣高中看起來是個害羞的平凡女學生，但是她還有一個匿名身份「DJ甜心」，在廣播節目廣受青少年歡迎。隨著她在廣播的人氣高漲，她也面臨身份曝光的處境，無論是她的粉絲、還是因為學生被影響而不悅的校長。

## 角色介紹
- 塔拉亞當斯（Tara Adams）　演員：Debby Ryan[1]

DJ甜心本人，以這個身份受到許多青少年歡迎。在學校看來是個害羞的學生，以秘密身份DJ甜心廣播的時候總是主張大家尋求改變與做自己。
- 奧黛麗夏瑪（Audrey）　演員：Sarena Parmar[1]

塔拉的好友。因為兩次邀請塔拉一起收聽DJ甜心被拒絕而不悅，塔拉因此告訴她自己的秘密身份DJ甜心，成為塔拉的繼父與母親之外第一個知道塔拉是DJ甜心的人。
- 蓋文摩根（Gavin）　演員：Adam DiMarco[1]

和塔拉在話劇演對手戲，也是一個會跳舞的三明治，塔拉和他說話會緊張。原本是樂團「蓋幫」成員，後來因為對行事作風引發和其他成員的衝突而退出。
- 史黛絲狄班（Stacy）　演員：Merritt Patterson[1]

在學校的身份如「女王蜂」，本身也有強烈的慾望吸引眾人目光，對於成為大家話題的DJ甜心相當厭惡。想要成為舞會皇后，為此可以不擇手段。
- 莫雷諾校長

林肯灣高中的校長，對於鼓勵大家做自己想做的事的DJ甜心視為眼中釘。
- 羅伯

塔拉的繼父，也是電台SLAM FM的主持人。在發現塔拉是DJ甜心以後，找塔拉到電台開節目。

## 评价
《DJ甜心》得到了IMDb6.2/10的评分。有430万观众在首映日观看了此影片。